# Basilio Giannelli
 (janvier 2022).
Pour les articles homonymes, voir Giannelli.
Basilio Giannelli (1er février 1662 à Vitulano - 23 juin 1716 à Naples) est un avocat, historien, chansonnier italien.

## Biographie
Basilio Giannelli naquit en 1662, aux environs de Bénévent. Il fut élevé par charité et se fit recevoir avocat au barreau de Naples. Le métier ne l’enrichit pas, mais il était accoutumé à vivre de peu ; jeune d’ailleurs, confiant dans l’avenir et gai comme un lazzarone, tout l’amusait, le far niente et le travail, les procès, les livres et surtout les chansons. Il en faisait lui-même de charmantes que les juges, les plaideurs, les abbés et les dames savaient par cœur. A vingt-sept ans il en publia un recueil qui se répandit dans toute l’Italie, mais qui lui valut, en fin de compte, plus de gloire que de profit. Le célèbre jurisconsulte Giuseppe Aurelio di Gennaro, un des plus doctes magistrats du royaume, poète aussi à sa manière, et qui employait ses loisirs à mettre le Digeste en vers latins, le prit en amitié et l’emmena avec lui dans une mission à Madrid. Giannelli crut pour le coup sa fortune faite. Mais, à peine arrivé en Espagne, il eut le malheur de se brouiller avec le Saint Office, ce qui l’obligea à se rembarquer en toute hâte. Gianelli mourut à Naples le 23 juin 1716. Il voulait faire une Histoire d’Italie, en la prenant au point où Guichardin l’a laissée, c’est-à-dire en 1554. L’état de gêne dans lequel il vivait et sa mort prématurée l’ont empêché d’achever ce travail. Mais ce qu’on en connaît prouve qu’il avait les qualités nécessaires pour le mener à bien. Il ne lui manquait que cette indépendance de position qui donne l’indépendance d’esprit et soutient quelquefois celle du caractère. Il avait publié, de son vivant, un discours sur le rétablissement de la santé de Charles II, et un autre discours en l’honneur du cardinal Orsini, archevêque de Bénévent, un de ses protecteurs, qui, en 1724, monta dans la chaire de Saint-Pierre et prit le nom de Benoît XIII. On lui doit aussi une dissertation ayant pour but de prouver que les reliques de Saint-Barthélemi sont à Bénévent, et non ailleurs. Le tome 6 du recueil de l’Académie d'Arcadie contient quelques poésies de Giannelli.

## Source
- « Basilio Giannelli », dans Louis-Gabriel Michaud, Biographie universelle ancienne et moderne : histoire par ordre alphabétique de la vie publique et privée de tous les hommes avec la collaboration de plus de 300 savants et littérateurs français ou étrangers, 2e édition, 1843-1865 [détail de l’édition]